# Stefan Sahm
Stefan Sahm (né le 24 août 1976) est un coureur cycliste allemand, spécialiste du VTT.

## Palmarès en VTT

### Championnats du monde
- Bad Goisern am Hallstättersee 2004
  - 7e du cross-country marathon
- Livigno 2005
  - 8e du relais mixte

### Championnats d'Europe
- Wałbrzych 2004
  -  Médaillé d'argent du relais mixte

### Championnats d'Allemagne
- 2003
  - 3e du cross-country
- 2004
  - 3e du cross-country
- 2006
  - 2e du cross-country marathon
- 2008
  - 2e du cross-country marathon
- 2009
  - 3e du cross-country marathon